# 原生
原生是指只能在特定操作系统上运行的软件或代碼。原生軟件的代码是专门为特定处理器编写的代码。 相比之下，跨平台软件可以在多种操作系统或指令集架構上运行。
例如，要玩Game Boy遊戲，必須在Game Boy上插上遊戲卡带，卡带中有可讓Game Boy處理器執行的代码。要在另一个非Game Boy处理器上執行代碼，必須通過模擬器才能執行。 不過這樣的話相較於Game Boy，執行速度就沒那麼快了。 